# Kirk Douglas
Kirk Douglas, nom amb què es coneixia Issur Daníelovitx Demsky (Amsterdam, Nova York, 9 de desembre de 1916 - Beverly Hills, Califòrnia, 5 de febrer de 2020), fou un actor, director, productor de cinema i empresari estatunidenc, pare del també actor Michael Douglas.
Va consolidar una sòlida reputació cinematogràfica al llarg d'una vuitantena de pel·lícules: va intervenir tant en comèdies com en drames, i va encarnar personatges durs, però de fons molt vulnerable, com a Champion, de Mark Robson (1949); Ace in the Hole, de Billy Wilder (1951); The Bad and the Beautiful, de Vincente Minnelli (1952); Tough Guys, de Jeff Kanew (1986); Oscar, de John Landis (1991) o Diamants, d'Allan Aaron Katz (1999), tot i que també va participar en nombroses produccions per a la televisió i va codirigir diversos llargmetratges. Amb la força de les seves actuacions, donà a cadascuna de les seves pel·lícules una marca distintiva.
Va mantenir una relació tempestuosa amb Stanley Kubrick amb relació a algunes de les obres en què van treballar junts.
Fou nominat a l'Oscar al millor actor en tres ocasions, però mai no el va guanyar; en canvi, el 1996, va ser guardonat amb l'Oscar honorífic pels seus cinquanta anys de dedicació al cinema.

## Infantesa i joventut
El seu nom real fou Issur Daníelovitx Demsky (ídix: איסר דניאלאָוויטש; en belarús: Ісур Данілавіч), fill de Bryna "Bertha" i Herschel "Harry" Danielovitch; Va tenir sis germanes. Els seus pares eren immigrants jueus de Chavusy, a la província de Mahiliou, (actualment a Belarús, però llavors formava part de l'Imperi Rus). La família, que parlava ídix, havia arribat als Estats Units a principis del segle xx, per "evitar que l'exèrcit reclutés el pare per lluitar a la guerra russojaponesa", segons explica en la seva autobiografia. El germà del seu pare, que ja hi havia emigrat prèviament, utilitzava el cognom Demsky, i la família de Douglas el va adoptar en arribar, i ell va créixer com Izzy Demsky.
No es pot dir que la seva infància fos precisament sumptuosa, ja que per ajudar a la família repartia diaris en torns de matí i de nit. Durant la seva joventut va tenir més de 40 feines, com venent refrescos al carrer, fent de cambrer, jardiner, manipulador de l'acer o drapaire, ajudant al seu pare, durant la Gran Depressió.

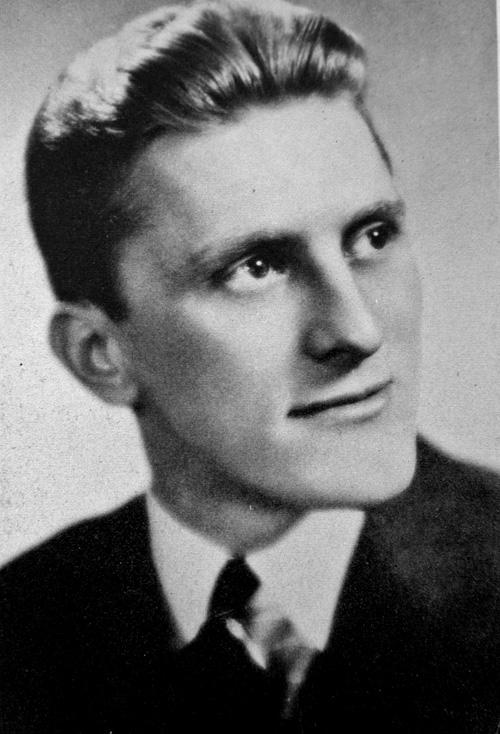
Kirk Douglas en la seva foto de graduació (1939)

Va ser una de les seves professores qui el va animar a introduir-se al món del teatre; per això es va preparar fent recitals de poesia, participant en concursos d'oratòria, etcètera. També va destacar en esports, particularment a la lluita lliure. Es va graduar en lletres a la Universitat de Saint Lawrence el 1939. Després de graduar-se se'n va anar a Nova York, on va aconseguir una beca a l'American Academy of Dramatic Arts del 1939 al 1941. Allà va conèixer Betty Joan Perske (posteriorment coneguda com a Lauren Bacall), amb qui va sortir i qui més endavant tindria un paper decisiu en la seva carrera, i a la també aspirant a actriu i amiga de Bacall Diana Dill, amb qui es casaria.
Gràcies a Lauren Bacall, el 1941 va entrar en el món de Broadway, i va canviar el seu nom legalment pel de Kirk Douglas. Poc després va enrolar-se a l'armada dels Estats Units per lluitar contra el nazisme. Va servir a la marina com a tècnic de comunicacions del 1942 al 1944, durant la Segona Guerra Mundial i fins que va ser donat de baixa a causa de ferides de guerra. Una vegada acabat el servei militar va tornar a Nova York.
El 2 de novembre de 1943 es va casar amb Diana Dill, i amb qui tindria dos fills, Michael (1944) i Joel (1947).

## Carrera

### El camí cap a la fama
El 1946, als trenta anys, i ja amb una certa fama aconseguida a Broadway, Lauren Bacall va suggerir al productor Hal Wallis que li efectués una prova, de la qual va sortir més que airós. Lewis Milestone el va proposar com a protagonista de la pel·lícula L'estrany amor de Martha Ivers, en què va fer de personatge secundari i es va revelar com un actor de caràcter, i que va suposar el seu debut cinematogràfic. Després vindria Mourning Becomes Electra, la gran obra d'O'Neill, que va ser un autèntic desastre comercial en la seva versió cinematogràfica.
Emprenedor i guiat pel seu propi instint, va declinar l'oferta de protagonitzar The Great Sinner (1949), que finalment recauria en Gregory Peck, en benefici d'una oportunitat del productor Stanley Kramer, qui li va donar el paper protagonista en una cinta més modesta, Champion, de Mark Robson, pel·lícula que li suposaria el seu primer reconeixement a la pantalla gran i per la qual fou nominat a l'Oscar al millor actor. Amb Ace in the Hole, de Billy Wilder, accediria a la condició d'indiscutible intèrpret principal. Tres anys després de la filmació a Alburquerque d'aquest film convertit, com tants d'altres del seu protagonista, en un clàssic, Kirk Douglas va posar els fonaments de la seva emblemàtica productora, Bryna Productions, nom escollit en honor de la seva mare.
Kirk Douglas es feu famós pel seu caràcter temperamental i les seves idees d'esquerres, fet que li va generar enemistats. Douglas va ser un descobridor o protector de talents, com ho testifiquen els primers treballs amb Stanley Kubrick, els noms de l'actriu italiana Elsa Martinelli, d'Edward Dmytryk -director d'Homes oblidats- o Dalton Trumbo -guionista d'Espàrtac-.

### L'èxit

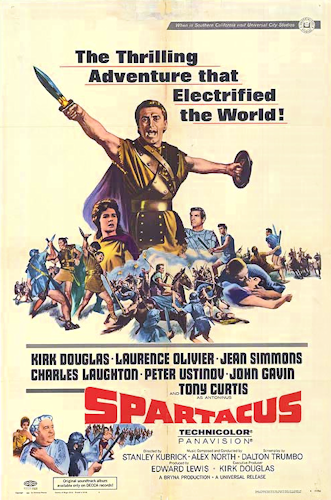
Pòster de Espàrtac (1960)

El 1954 es va casar per segona vegada, amb Anne Buydens, una productora a qui va conèixer durant el rodatge d'Act of Love'' i amb qui va tenir dos fills: Peter (1955), productor, i Eric (1958), actor, que moriria de sobredosi el 2004.
Un dels molts films èpics que va realitzar va ser Camins de glòria (1957), que protagonitzà sota la batuta de Stanley Kubrick; es tractava d'una pel·lícula antibel·licista, que no s'estrenà a l'estat espanyol fins després de la mort del dictador Franco. Però hi destaca Espàrtac (1960), també de Kubrick, on va compartir pantalla amb Peter Ustinov i Laurence Olivier. Aquesta pel·lícula va marcar el declivi de la Bryna, que va continuar amb The List of Adrian Messenger (1963), que significà un fiasco tant en l'àmbit comercial com en l'artístic.
No obstant això, quan Espàrtac es va estrenar, Douglas va acreditar com a tal el seu guionista, Dalton Trumbo, que es trobava a la llista negra de Hollywood; amb aquest gest va posar-hi fi de manera definitiva. Sobre aquest fet, va dir: "He fet més de 85 pel·lícules, però del que estic més orgullós és de trencar la llista negra". Tot i això, el productor de la pel·lícula Edward Lewis i la família de Dalton Trumbo van disputar públicament la afirmació de Douglas. A la pel·lícula Trumbo (2015), Douglas és interpretat per Dean O'Gorman.
La capacitat de regeneració de Douglas va provenir de dues obres literàries que les quals n'havia adquirit els drets: Algú va volar sobre el niu del cucut, de Ken Kesey i Seven Days in May, de Fletcher Knebel i Charles Bailey III. La primera va adaptar-la com a obra teatral, però Kirk Douglas va veure com fracassava, coincidint amb l'assassinat de John F. Kennedy; dotze anys més tard, Jack Nicholson es faria amb el paper principal en la versió cinematogràfica, coproduïda per Michael Douglas, el més gran dels seus quatre fills. En canvi, va poder dur a terme la pel·lícula Seven Days in May amb un tema que abordava els secrets de la Casa Blanca i del Pentàgon, i que va retornar a Kirk Douglas la caracterització de militar que es planteja un dilema moral, com esdevé a Camins de glòria. A partir d'aquesta cinta, Kirk Douglas va interpretar un seguit de militars de diferent rang a In Harm's Way o Victory at Entebbe, equiparables a les seves representacions de personatges del vell Oest. La relació més estreta amb la seva pròpia persona es troba a Lonely Are the Brave, pel seu caràcter individualista, solitari i errant.
Una altra de les seves famoses actuacions, i per la qual va ser nominat per tercera vegada a l'Oscar al millor actor, fou en la pel·lícula Van Gogh, la passió de viure, dirigida per Vincente Minnelli i George Cukor, en què interpretava el paper del pintor Vincent Van Gogh, al costat d'Anthony Quinn, que representava Paul Gauguin. Aquesta darrera interpretació li va valer la seva tercera nominació a l'Oscar.
El 1971 va rodar al cap de Creus, juntament amb Yul Brynner, The Light at the Edge of the World, dirigida per Kevin Billington i basada en la novel·la de Jules Verne Le Phare du bout du monde.

### Darreria

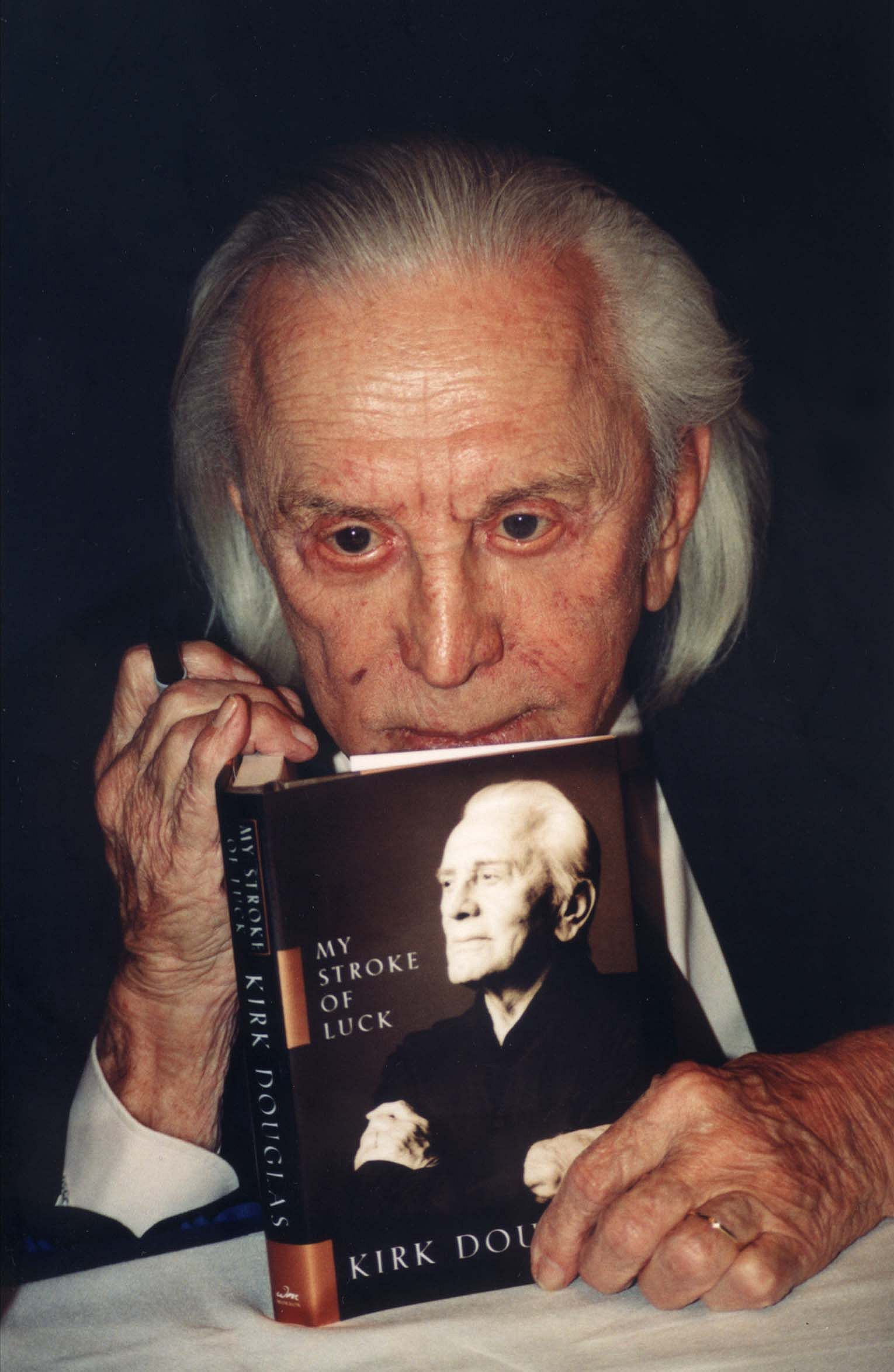
Douglas el 2002 amb el seu llibre My Stroke of Luck

El 1988 va publicar la seva autobiografia, The Ragman's Son ("El fill del drapaire").
El 1991 va sobreviure a un accident d'helicòpter a Santa Paula (Califòrnia) en què dues persones van resultar mortes. Arran d'aquest fet va redescobrir el judaisme i va reconnectar amb les seves arrels.
El 28 de gener de 1996 patí una trombosi que li va provocar seriosos problemes psicomotrius: paràlisi facial i afectacions en la parla, tot i que amb una llarga teràpia i la seva perseverància va aconseguir recuperar-la en part. Dos mesos després va rebre l'Oscar honorífic per 50 anys com una força creativa i moral en la comunitat del cinema, i va poder fer l'agraïment al públic. Va escriure sobre aquesta experiència en el seu llibre My Stroke of Luck (2002), que confiava que servís a manera de "manual pràctic" per altres persones sobre com tractar una víctima d'apoplexia en la família.
El 1999, als 83 anys, va protagonitzar la comèdia Diamants. Malgrat haver patit un atac d'apoplexia i haver perdut un temps la parla feia quatre anys, Douglas conservava una energia envejable i, al marge del seu retorn a les pantalles, també va presentar Young Heroes of the Bible, un nou llibre a sumar als cinc que havia escrit amb anterioritat.
L'any 2003, quan en tenia 83, va rodar Coses de família, de Fred Schepisi, amb el seu fill Michael i el seu net Cameron, en la qual cadascú representa el seu paper en la vida real. Aquell mateix any va celebrar un segon bar mitsvà, fruit de les seves conviccions religioses, i la seva dona, Anne, es va convertir al judaisme abans que renovéssin els seus vots matrimonials, l'any següent.
L'any 2016, en motiu del seu centenari, la Filmoteca de Catalunya ho va celebrar amb una retrospectiva de la seva obra, que revisava la trajectòria cinematogràfica com a actor i productor.
El 2017, Douglas i la seva dona van publicar un llibre, Kirk and Anne: Letters of Love, Laughter and a Lifetime in Hollywood, que revelarva cartes íntimes que van compartir al llarg dels anys. Durant tot el matrimoni, Douglas va tenir relacions amb altres dones, entre les quals hi va haver diverses estrelles de Hollywood; tot i això, mai no va ocultar les seves infidelitats a la seva dona, que les acceptava, i que va explicar: "Com a europea, vaig entendre que no era realista esperar fidelitat total en un matrimoni".
Va morir als 103 anys, segons va informar una nota publicada a la revista People, escrita pel seu fill Michael, per causes naturals i a casa seva.
En conèixer la notícia, l'Acadèmia de Cinema de Hollywood va piular una cita de l'actor sobre la primera vegada que va actuar:
| « | He volgut ser un actor des que era petit a segon de primària. Vaig actuar en una obra i la meva mare va fer un davantal negre i jo vaig fer de sabater. Després de la representació, el meu pare em va donar el meu primer Oscar: un cucurutxo de gelat. | » |

## Filmografia
| - 1946 L'estrany amor de Marta Ivers (The Strange Love of Martha Ivers) - 1947 Mourning Becomes Electra - 1947 Retorn al passat (Out of the Past) - 1948 I Walk Alone - 1948 The Walls of Jericho - 1949 My Dear Secretary - 1949 A Letter to Three Wives - 1949 Champion - 1950 Young Man with a Horn - 1950 The Glass Menagerie - 1951 Camí de la forca (Along the Great Divide) - 1951 Ace in the Hole - 1951 Detective Story - 1952 La llei de la força (The Big Trees) - 1952 Riu de sang (The Big Sky) - 1952 The Bad and the Beautiful - 1953 The Story of Three Loves - 1953 Homes oblidats (The Juggler) - 1953 Act of Love - 1954 20,000 Leagues Under the Sea - 1955 The Racers - 1955 Ulisses (Ulysses) - 1955 Un home sense estrella (Man Without a Star) - 1955 Pacte d'honor (The Indian Fighter) - 1956 Van Gogh, la passió de viure (Lust for Life) - 1957 Top Secret Affair | - 1957 Gunfight at the O.K. Corral - 1957 Camins de glòria (Paths of Glory) - 1958 The Vikings - 1959 L'últim tren de Gun Hill (Last Train from Gun Hill) - 1959 The Devil's Disciple - 1960 Strangers When We Meet - 1960 Espàrtac (Spartacus) - 1961 Town Without Pity - 1961 L'últim capvespre (The Last Sunset) - 1962 Lonely Are the Brave - 1962 Dues setmanes en una altra ciutat (Two Weeks in Another Town) - 1963 The Hook - 1963 The List of Adrian Messenger - 1963 For Love or Money - 1964 Seven Days in May - 1965 In Harm's Way - 1965 Els herois de Telemark (The Heroes of Telemark) - 1966 L'ombra d'un gegant (Cast a Giant Shadow) - 1966 Is Paris Burning? - 1967 El camí de l'oest (The Way West) - 1967 The War Wagon - 1968 Once Upon a Wheel (documental) - 1968 A Lovely Way to Die - 1968 The Brotherhood - 1969 El compromís (The Arrangement) - 1970 El dia dels tramposos (There Was a Crooked Man...) | - 1971 To Catch a Spy - 1971 La llum de la fi del món (The Light at the Edge of the World) - 1971 El duel (A Gunfight) - 1972 A Man to Respect - 1973 Scalawag - 1973 Dr. Jekyll and Mr. Hyde (telefilm) - 1975 Els justiciers de l'Oest (Posse) - 1975 Jacqueline Susann's Once Is Not Enough - 1977 Holocaust 2000 - 1978 The Fury - 1979 Cactus Jack - 1980 Saturn 3 - 1980 Home Movies - 1980 The Final Countdown - 1982 The Man from Snowy River - 1983 Eddie Macon's Run - 1986 Tough Guys - 1988 Inherit the Wind - 1991 Oscar - 1991 Veraz - 1994 A Century of Cinema (documental) - 1994 Greedy - 1999 Diamants (Diamonds) - 2003 Coses de família (It Runs in the Family) - 2004 Illusion |

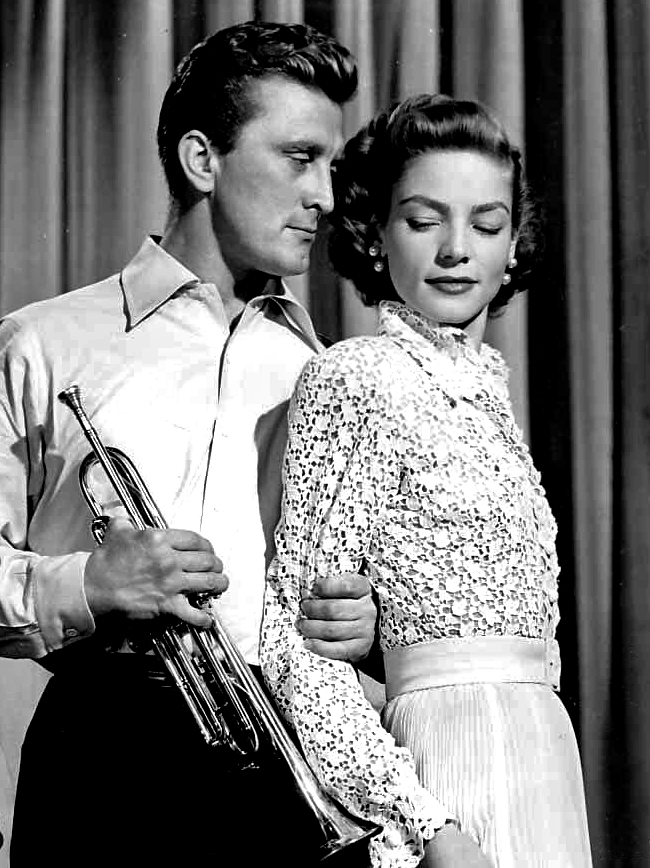
Amb Lauren Bacall a Young Man with a Horn
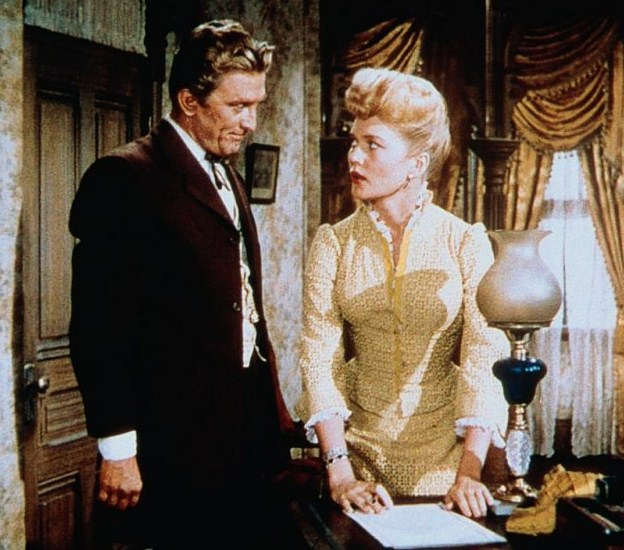
Amb Patrice Wymore a La llei de la força
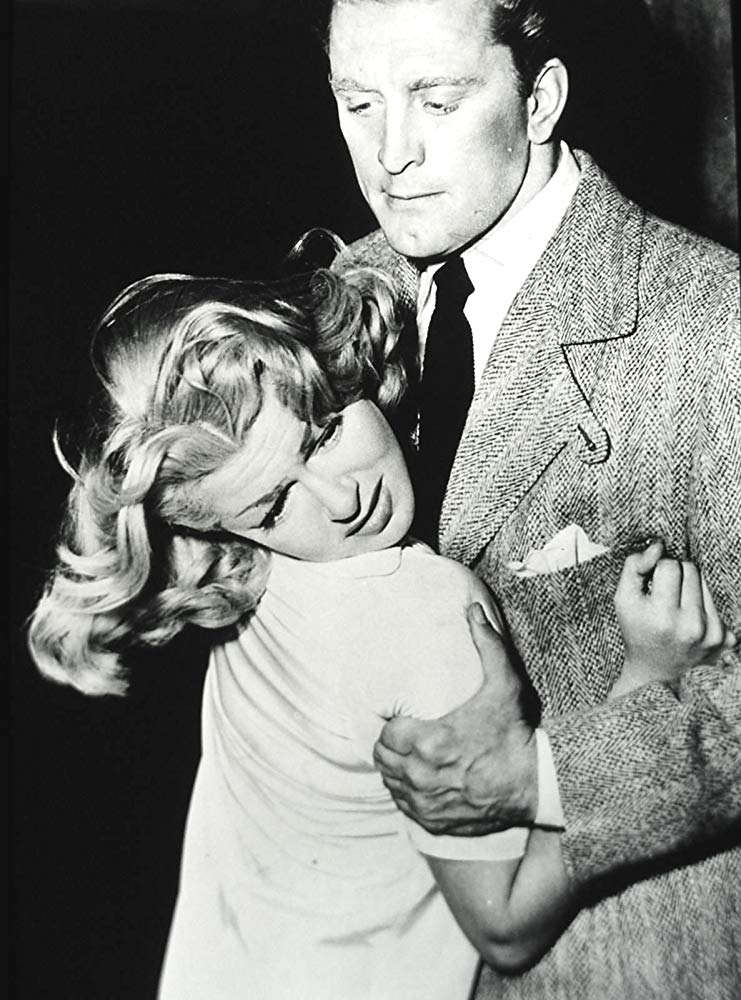
Amb Lana Turner a Bad and the Beautiful
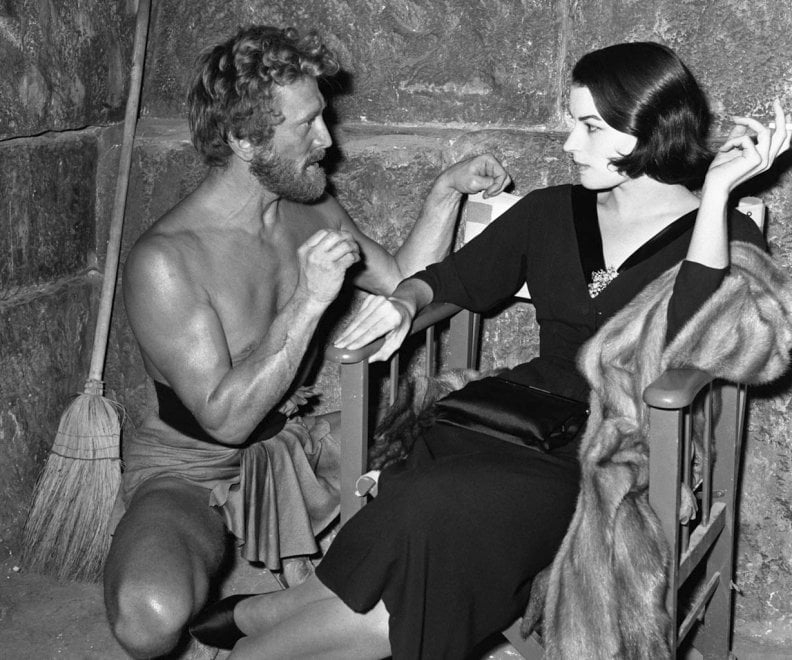
Amb Silvana Mangano en una pausa d' Ulisses
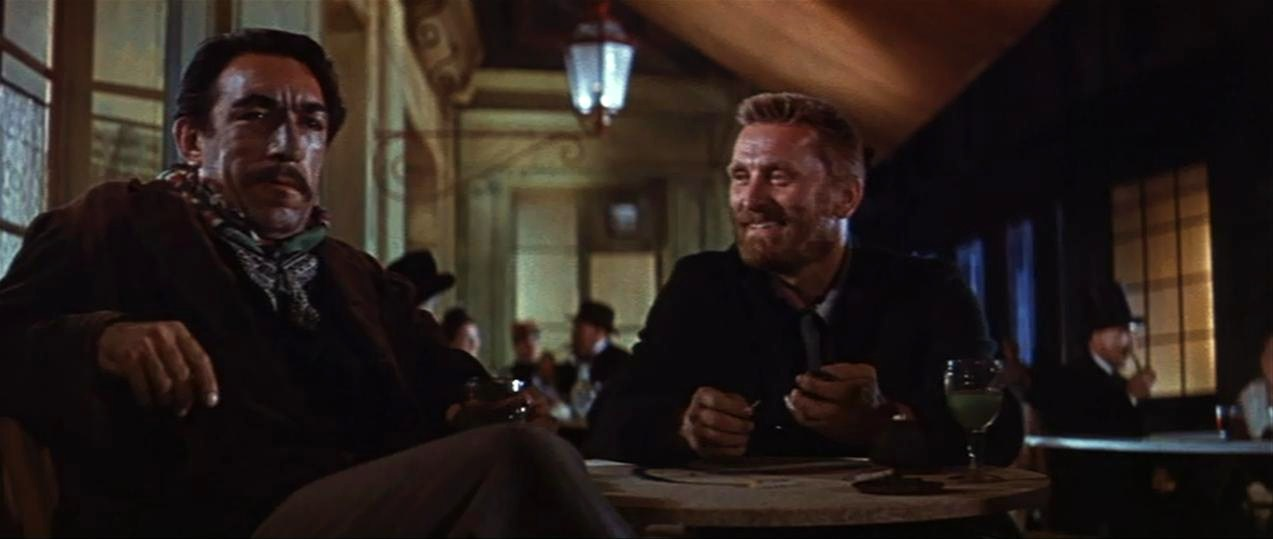
Amb Anthony Quinn a Van Gogh, la passió de viure
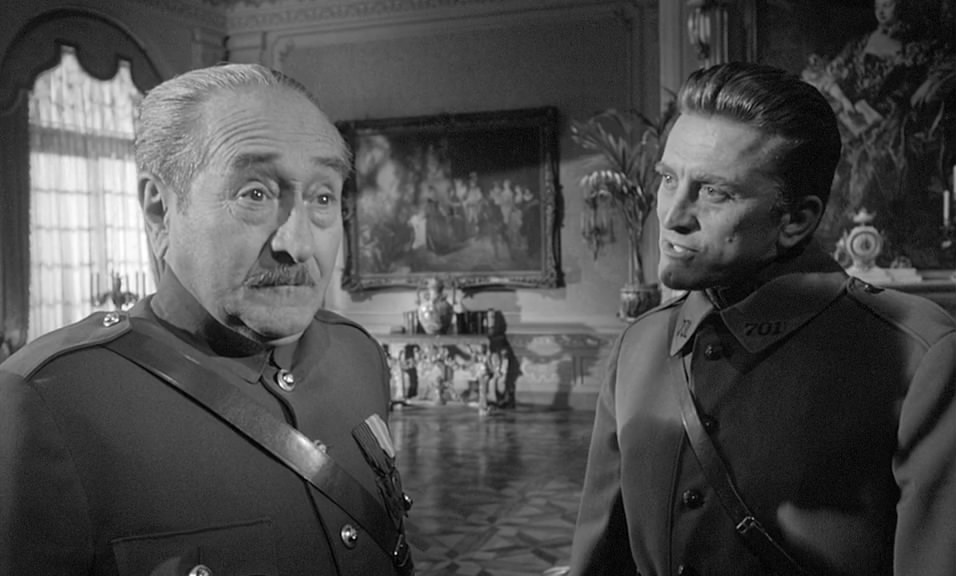
Amb Adolphe Menjou a Camins de glòria
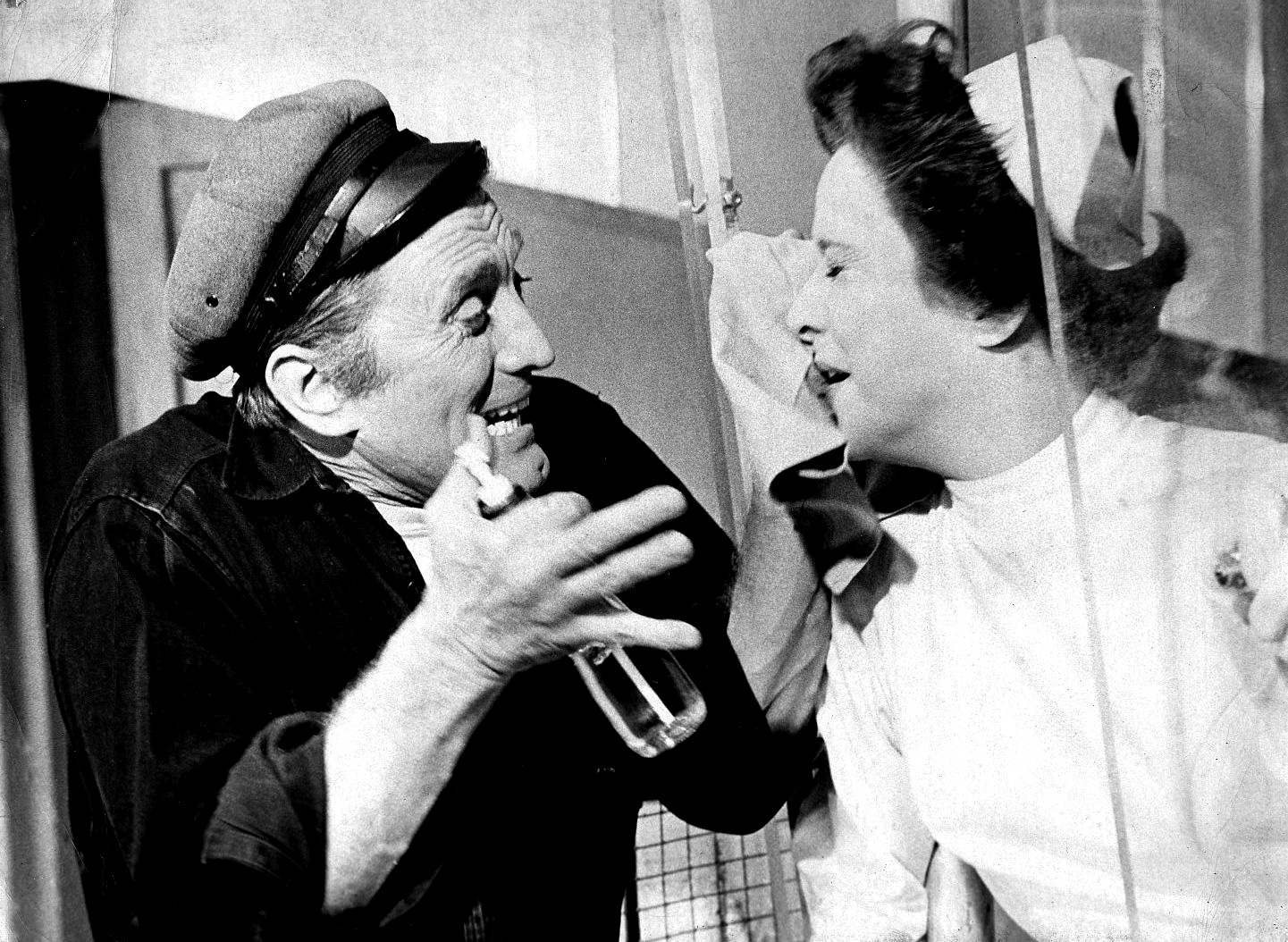
Amb Joan Tetzel a Algú va volar sobre el niu del cucut
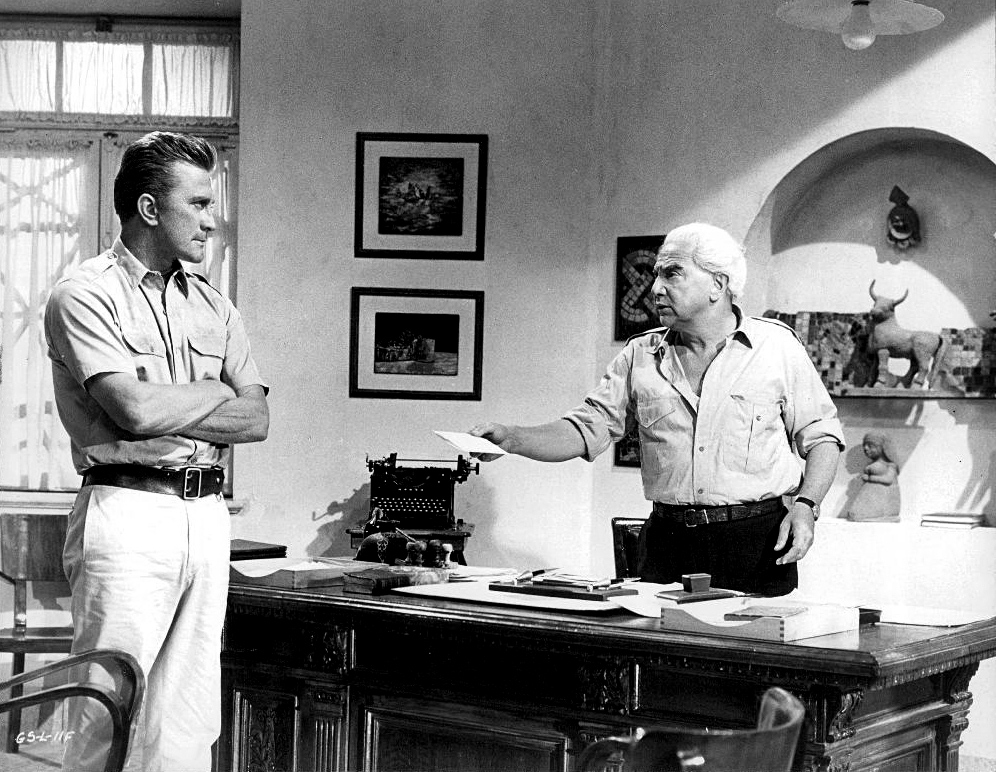
Amb Luther Adler a L'ombra d'un gegant
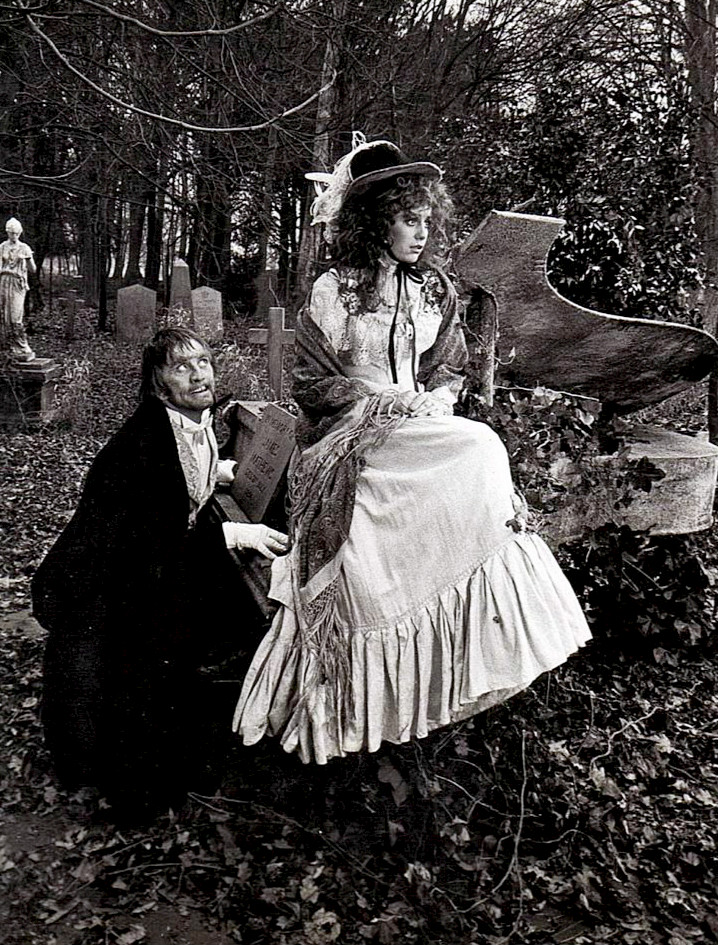
Amb Susan George a Dr. Jekyll and Mr. Hyde

## Premis i nominacions

### Premis
- 1968: Premi Cecil B. DeMille
- 1957: Globus d'Or al millor actor dramàtic per Van Gogh, la passió de viure
- 1996: Oscar honorífic per 50 anys com una força creativa i moral en la comunitat cinematogràfica[2]

### Nominacions
- 1950: Oscar al millor actor per Champion
- 1952: Globus d'Or al millor actor dramàtic per Detective Story
- 1953: Oscar al millor actor per The Bad and the Beautiful
- 1957: Oscar al millor actor per Van Gogh, la passió de viure[3]
- 1963: BAFTA al millor actor estranger per Lonely Are the Brave
- 1986: Globus d'Or al millor actor en minisèrie o telefilm per Amos
- 1986: Primetime Emmy al millor actor en minisèrie o especial per Amos
- 1992: Primetime Emmy al millor actor en sèrie dramàtica per Tales from the Crypt
- 2000: Primetime Emmy al millor actor convidat en sèrie dramàtica per Touched by an Angel

## Bibliografia pròpia

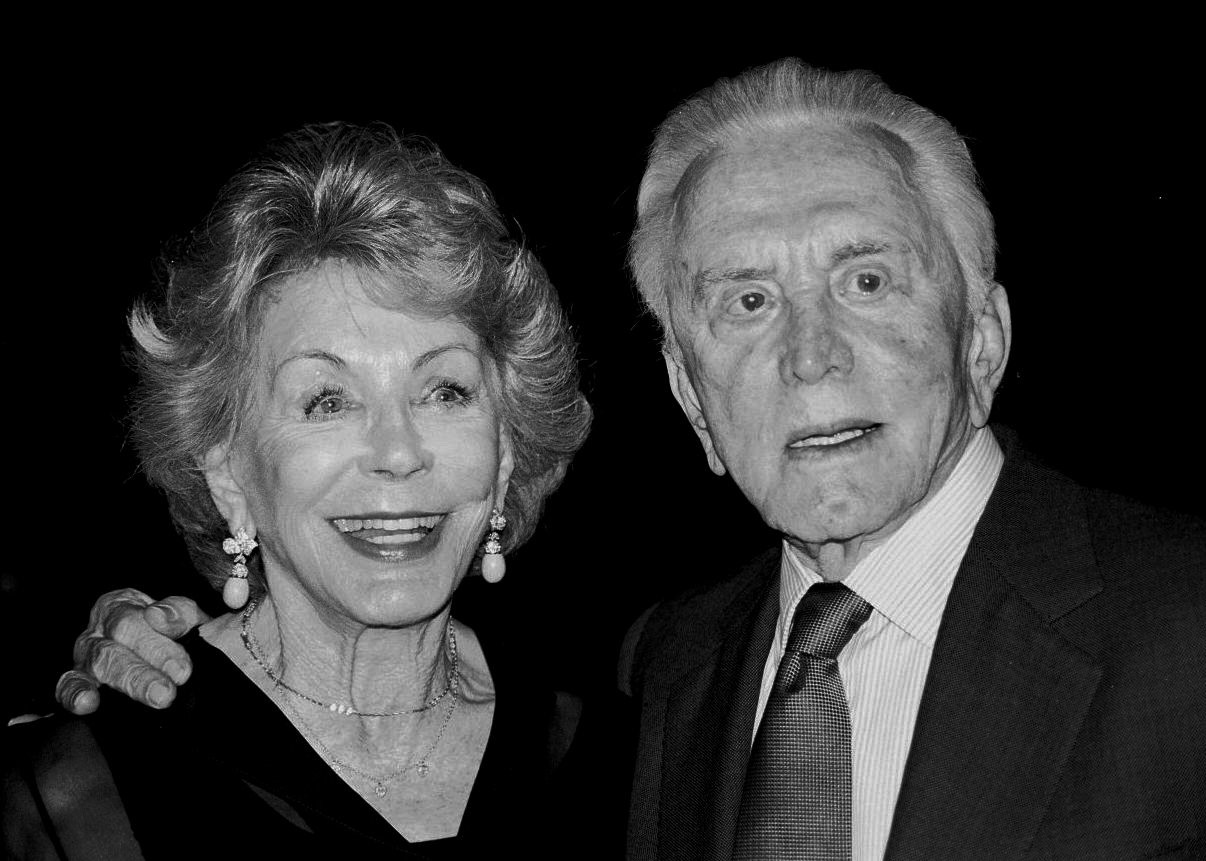
Douglas i la seva dona, Anne, en una entrega de premis (2003)